# روبرت هنتلي
روبرت هنتلي (بالإنجليزية: Robert Huntley)‏ هو شخصية أعمال أمريكي، ولد في 1929، وتوفي في 2015.

## وصلات خارجية
- روبرت هنتلي على موقع إن إن دي بي (الإنجليزية)